# Ljuba Tadić

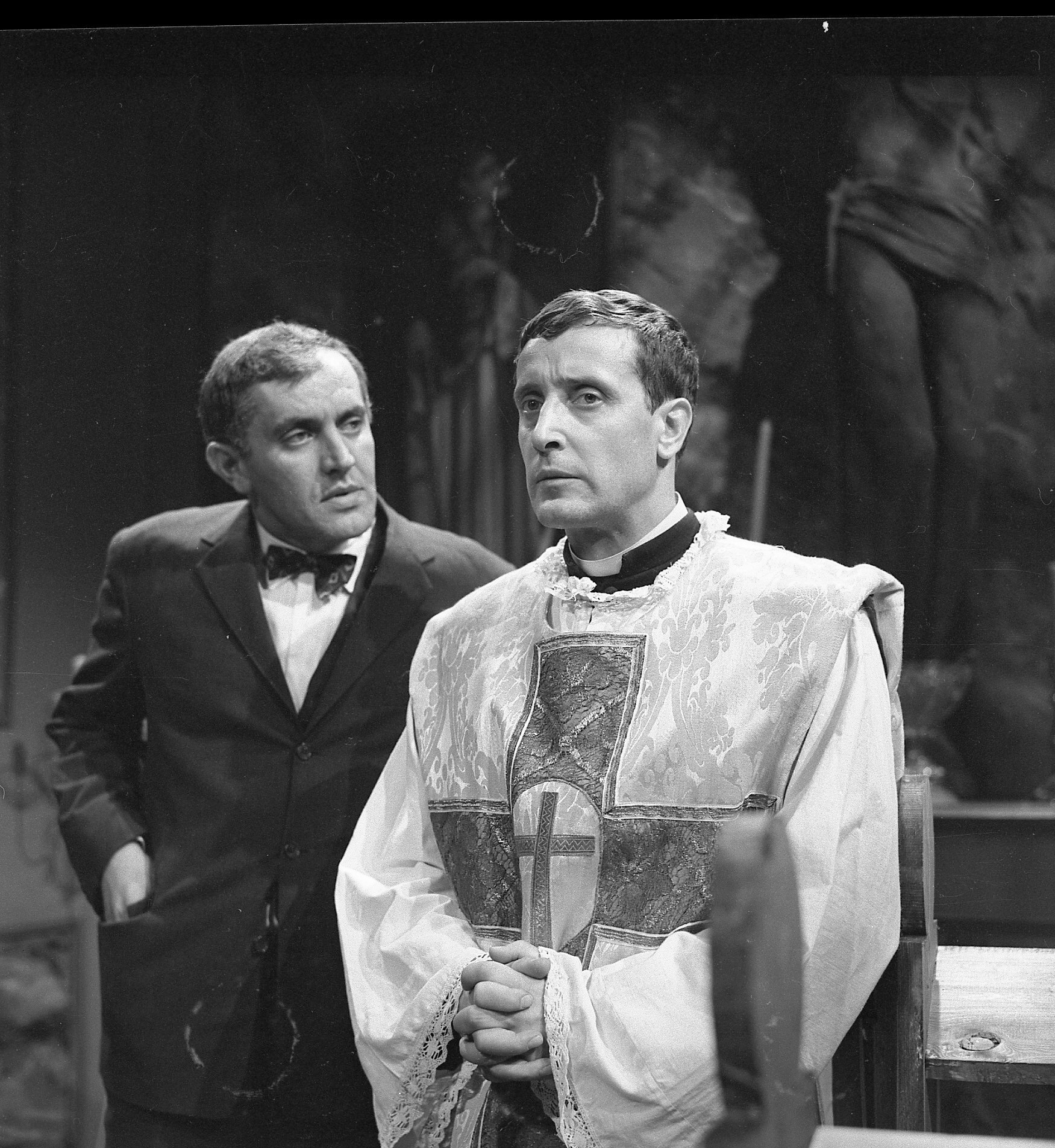
Ljuba Tadić și Stevo Zigon într-un film de televiziune din 1963

Ljubomir „Ljuba” Tadić (în sârbă Љубомир Љуба Тадић; n. 31 mai 1929, Uroševac, Provincia Autonomă Kosovo și Metohia, Serbia – d. 28 octombrie 2005, Belgrad, Republica Serbia, Serbia și Muntenegru) a fost un actor sârb care a ajuns celebru pentru interpretarea a numeroase roluri în filmele realizate în spațiul fostei Iugoslavii.

## Biografie
S-a născut la 31 mai 1929, în orașul Uroševac din Regatul Iugoslaviei (azi în Kosovo). A absolvit cursuri de actorie la Belgrad și a jucat pe scenele mai multor teatrelor din capitala iugoslavă, obținând succes în rolul lui Othello din piesa omonimă a lui Shakespeare.
A debutat pe ecran în 1953, dar avut primul său rol cu adevărat memorabil în filmul Nije bilo uzalud (1957). În acest film, ca în multe altele, a interpretat rolul unui ticălos și a reușit să-l transforme într-un personaj memorabil. Și-a clădit mai târziu o carieră pe baza acestei reputații și a continuat să interpreteze personaje istorice importante. A apărut în filme precum Bila sam jaca (1953), Djevojka i hrast (1955), Lady Macbeth din Siberia (1962) și Marșul spre Drina (1964).
Tadić a ajuns celebru pentru rostirea unei înjurături într-una din scenele finale ale filmului epic Marșul spre Drina (1964), cu acțiunea petrecută în timpul Primului Război Mondial, aceasta fiind prima înjurătură rostită într-un film în istoria cinematografiei din spațiul fostei Iugoslavii.
A decedat în 28 octombrie 2005 la Belgrad.

## Premii
Ljuba Tadić a obținut 4 premii Arena de Aur pentru cel mai bun actor la Festivalul Filmului Iugoslav de la Pula:
- în 1956 - pentru filmul Veliki i mali (1956);
- în 1965 - pentru filmul Marșul spre Drina (1964);
- în 1968 - pentru filmul Uka i Bjeshkëve të nemura (1968) și
- în 1975 - pentru filmele Strah (1974) și Doktor Mladen (1975).[10]

## Filmografie selectivă

### Filme de cinema
- 1957: Ce n'était pas en vain (Nije bilo uzalud)
- 1962: Lady Macbeth din Siberia, regizat de Andrzej Wajda - Serghei Filipici Emelianov[11][12]
- 1962: La Steppe (La steppa), regizat de Alberto Lattuada
- 1964: Marșul spre Drina, regizat de Živorad (Žika) Mitrović - maiorul „Badža” Kursula[13][14]
- 1967: Le Matin (Jutro), regizat de Mladomir Puriša Đorđević
- 1968 Înțeleptul de pe muntele blestemat (Uka i Bjeshkëve të nemura), regia Miomir Stamenković
- 1971 Capcană pentru general (Klopka za generala), regia Miomir Stamenković
- 1972: Le Maître et Marguerite (Il maestro e Margherita) - Ponțiu Pilat
- 1973: Sutjeska, regizat de Stipe Delić
- 1978: Salonul numărul 6 (Paviljon VI), regizat de Lucian Pintilie
- 1980: Traitement Spécial, regizat de Goran Paskaljević
- 1989: Boj na Kosovu, regizat de Zdravko Šotra
- 1998: Baril de poudre, regizat de Goran Paskaljević

### Filme de televiziune
- 1978: Schwarz und weiß wie Tage und Nächte

## Distincții
- 1985: Statueta Joakim Vujić, acordată de Teatrul Knjaževsko-srpski din Kragujevac